# Drávaóhíd
Drávaóhíd (régi magyar nevén "Alsó- és Felső Pretetinecz", horvátul: Pretetinec) falu Horvátországban, Muraköz megyében. Közigazgatásilag Drávavásárhelyhez tartozik.

## Fekvése
Csáktornyától 4 km-re nyugatra, központjától Drávavásárhelytől 2 km-re északra, a szomszédos Dúshellyel egybeépülve fekszik.

## Története
A települést 1478-ban "Pretetinecz" alakban említik Csáktornya tartozékai között. Az uradalom részeként 1546-tól a Zrínyiek birtoka volt. 
Miután Zrínyi Pétert 1671-ben felségárulás vádjával halálra ítélték és kivégezték minden birtokát elkobozták, így a birtok a kincstáré lett. III. Károly 1719-ben az uradalommal együtt szolgálatai jutalmául elajándékozta Althan Mihály János cseh nemesnek. 1791-ben az uradalmat gróf Festetics György vásárolta meg és ezután 132 évig a tolnai Festeticsek birtoka volt.
Vályi András szerint "PRETETINECZ. Alsó, és Felső Pretetinecz, vagy Petelincz. Elegyes horvát falu Szala Vármegyében, földes Uraik Gróf Álthán, és több Uraságok, lakosaik katolikusok, és másfélék, fekszenek Nedelicznek szomszédságában, mellynek filiáji, határjaiknak középszerű mivóltokhoz képest, második osztálybéliek."
1910-ben 291, túlnyomórészt horvát lakosa volt. 1920 előtt Zala vármegye Csáktornyai járásához tartozott. Önkéntes tűzoltóegyletét 1926-ban alapították. 1941 és 1944 között ismét Magyarország része volt. 2001-ben 533 lakosa volt.

## Nevezetességei
Szent Flórián és a Szentháromság tiszteletére szentelt két kis kápolnája.